# Pinguy OS
Pinguy OS é uma distribuição GNU/Linux baseada no Ubuntu, com ambiente gráfico GNOME e arquitetura x86 e AMD64. É, pela sua facilidade de configuração e uso, voltada para usuários iniciantes.

## Lançamentos
| Cor     | Legenda                                  |
| ------- | ---------------------------------------- |
| Amarelo | Versão antiga; ainda com suporte técnico |
| Verde   | Versão atual                             |
| Laranja | Versão Beta anterior                     |
| Azul    | Versão Beta atual                        |

| Versão              |  | Data       |  | Notas                      |  |  |
| ------------------- |  | ---------- |  | -------------------------- |  |  |
| 10.04               |  | 08/04/2011 |  | LTS                        |  |  |
| 10.10               |  | 12/11/2010 |  |                            |  |  |
| 10.04.2             |  | 12/02/2011 |  | LTS                        |  |  |
| 10.04.3             |  | 08/05/2011 |  | LTS                        |  |  |
| 11.04.1             |  | 26/05/2011 |  |                            |  |  |
| 11.04.1 Mini        |  | 04/06/2011 |  |                            |  |  |
| Ping-Eee OS 11.04.1 |  | 08/07/2011 |  | Desenvolvido para Netbooks |  |  |
| 11.10               |  | 15/11/2011 |  |                            |  |  |
| 11.10 Mini          |  | 25/11/2011 |  |                            |  |  |
| 12.04               |  | 17/06/2012 |  | LTS                        |  |  |
| 12.10               |  | 21/11/2012 |  |                            |  |  |
| 13.04               |  | 21/05/2013 |  |                            |  |  |
| 14.04 Mini          |  | 28/04/2014 |  | LTS                        |  |  |
| 14.04               |  | 12/05/2014 |  | LTS                        |  |  |